# Ixodes boliviensis
Ixodes boliviensis este o specie de căpușe din genul Ixodes, familia Ixodidae, descrisă de Neumann în anul 1904. Conform Catalogue of Life specia Ixodes boliviensis nu are subspecii cunoscute.